# Konatice

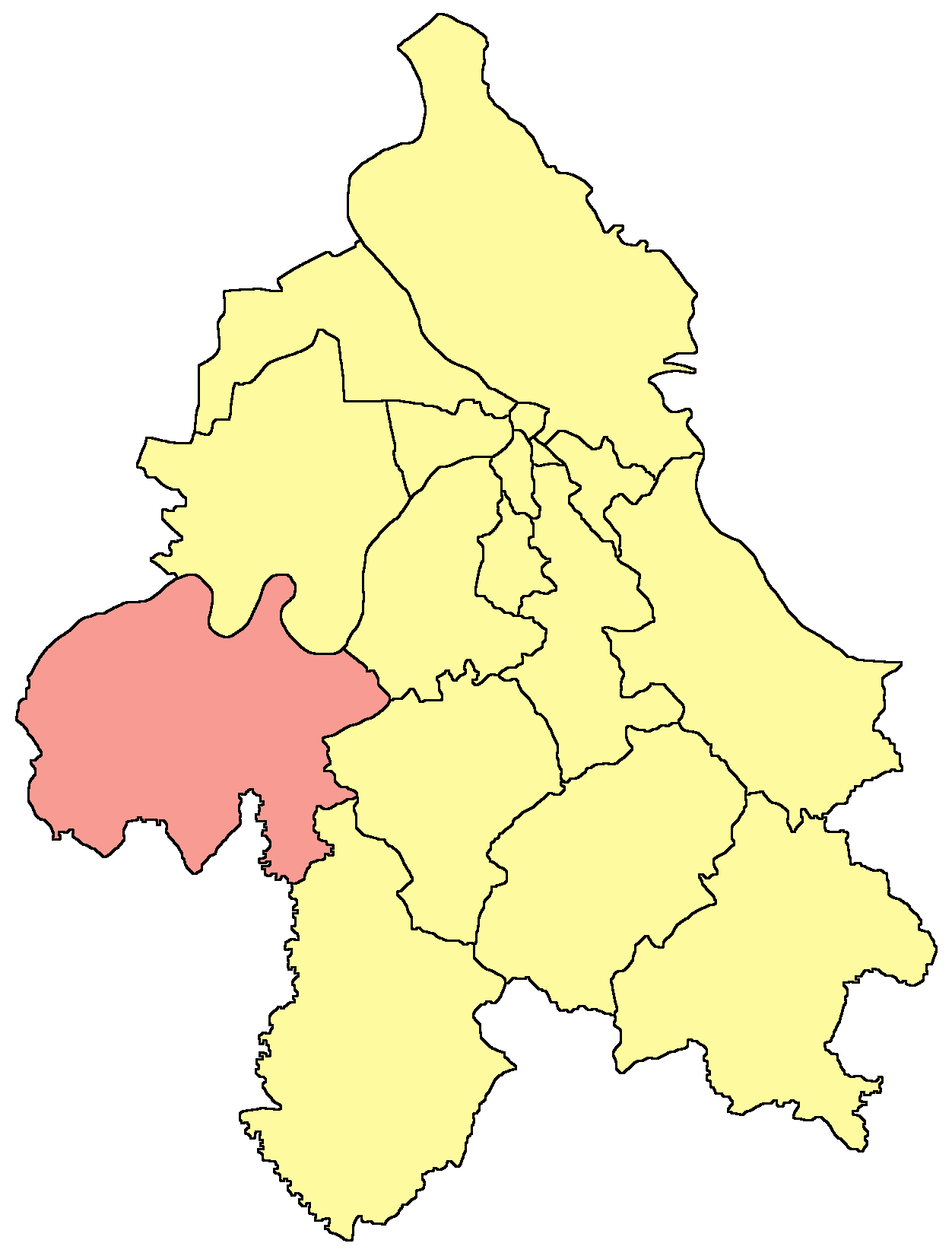
Localisation de la municipalité d'Obrenovac dans la Ville de Belgrade

Konatice (en serbe cyrillique : Конатице) est un village de Serbie situé dans la municipalité d’Obrenovac et sur le territoire de la Ville de Belgrade. Au recensement de 2011, il comptait 777 habitants.

## Démographie

### Évolution historique de la population
| 1948  | 1953  | 1961  | 1971  | 1981  | 1991  | 2002 | 2011 |
| ----- | ----- | ----- | ----- | ----- | ----- | ---- | ---- |
| 1 263 | 1 280 | 1 285 | 1 162 | 1 145 | 1 079 | 909  | 777  |

|  |